# Thomas Wizenmann

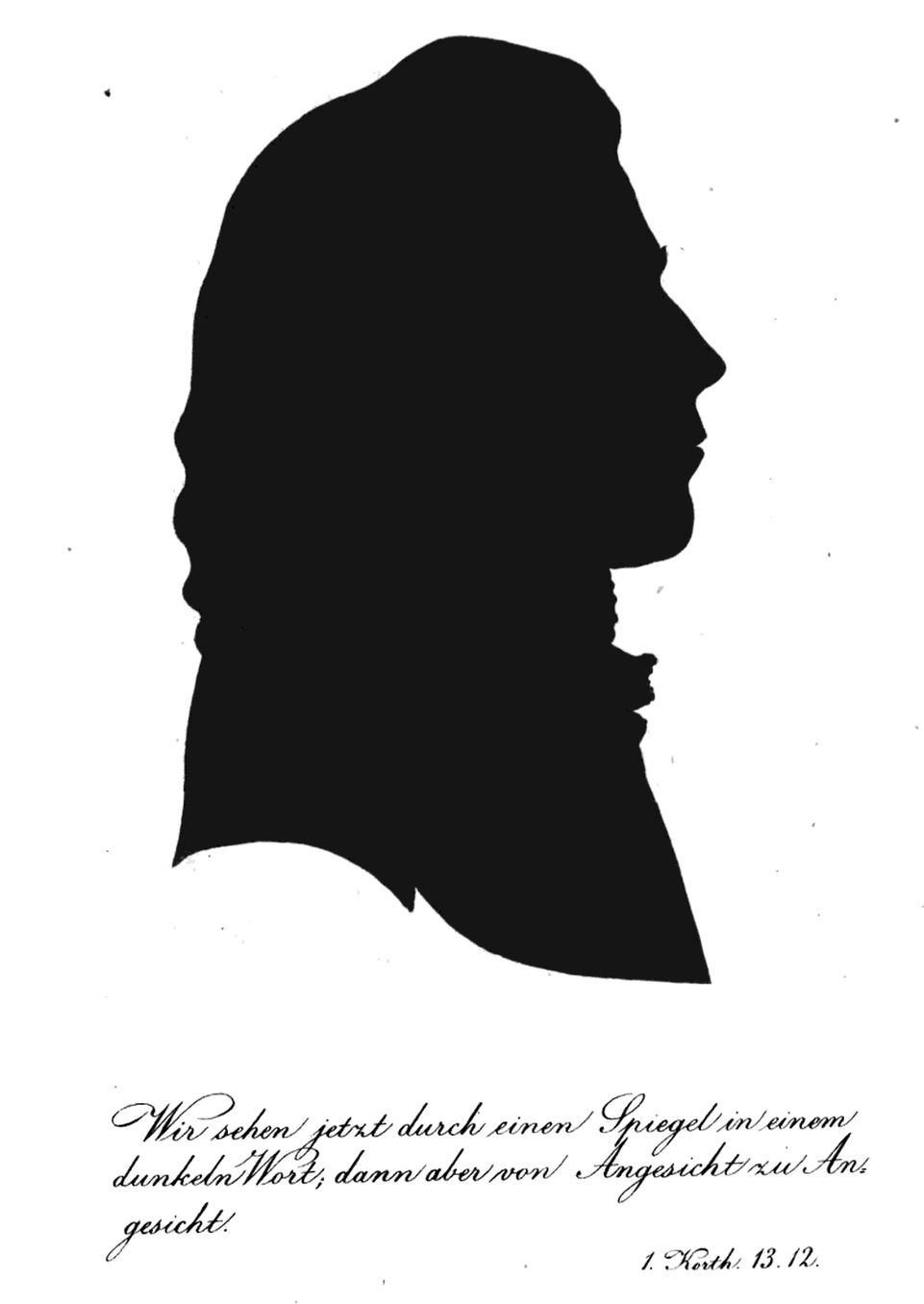
Schattenriss

Thomas Wizenmann (* 2. November 1759 in Ludwigsburg; † 22. Februar 1787 in Mülheim am Rhein) war ein deutscher Theologe, Philosoph und Schriftsteller.

## Leben
Der Sohn eines gleichnamigen pietistischen Tuchmachers, der Aufseher am Ludwigsburger Waisen-, Zucht- und Arbeitshaus war, besuchte in seiner Heimatstadt die Waisenhausschule und die Lateinschule, wo er in einer Klasse mit Friedrich Schiller saß. 1775 wurde er Hausdiener (Famulus) am Tübinger Evangelischen Stift, was ihm die Möglichkeit eröffnete, sich für den Lehrerberuf zu qualifizieren. Obwohl ein Theologiestudium der Famuli unerwünscht war, verließ er sein Amt 1777, und zwar im Streit mit dem Ephorus Ludwig Josef Uhland. Am 28. Oktober dieses Jahres bestand er bereits die Magisterprüfung der Philosophie an der Universität. Wizenmann studierte danach Theologie, wobei v. a. Gottlob Christian Storr für ihn prägend wurde. Sein Antrag zum Examen wurde aber abgelehnt, und so trat er eine Hauslehrerstelle bei dem Pfarrer Philipp Matthäus Hahn in Kornwestheim an. Dieser förderte ihn und erreichte die Zulassung zum Theologie-Examen, das Wizenmann am 3. März 1780 in Stuttgart knapp bestand. Allerdings war ihm der württembergische Pfarrdienst verschlossen. Daher nahm er ein Vikariat im ritterschaftlichen Dorf Essingen bei Aalen an. Sein Vorgesetzter war der Pfarrer Maximilian Schülen. 1783 wurde Wizenmann Hauslehrer bei der Fabrikantenfamilie Siebel in Barmen. Als er 1785 aus Gesundheitsgründen seinen Dienst nicht mehr versehen konnte, nahm ihn der Philosoph und Schriftsteller Friedrich Heinrich Jacobi, mit dem er eine sehr enge Freundschaft pflegte, auf seinem Gut Pempelfort (damals bei, heute in Düsseldorf) auf. 1786 stellte ihn der Senat der Universität Duisburg an die Spitze einer Dreierliste für den Lehrstuhl für Logik und Metaphysik, doch zur Anstellung kam es nicht mehr. Im Haus seines Arztes Georg von Wedekind (damals in Mülheim am Rhein) erlag Wizenmann seinem schweren Lungenleiden.

## Bedeutung
Wizenmann, der vor allem durch die Werke Johann Albrecht Bengels, Friedrich Christoph Oetingers, Philipp Matthäus Hahns, Moses Mendelssohns, Spinozas, Lessings und Herders geprägt wurde, begann zunächst mit Abhandlungen im Geiste des württ. Alt-Pietismus und Chiliasmus und führte Gedankengut von Oetinger, Hahn etc. weiter. Auch war er ein wichtiger Teilnehmer der pietist. Zirkularkorrespondenzen, deren Briefpartner überwiegend durch weitreichende Korrespondentennetze von pietist. Zentren Württembergs, der Schweiz und des Rheinlands miteinander verbunden waren. Durch seinen Ortswechsel ins Rheinland bedingt, gewann er neue Beziehungen unter den dortigen Vertretern des Pietismus, beteiligte sich aber auch, beeinflusst durch Friedrich Heinrich Jacobi, am sog. Pantheismusstreit. In einer 1786 erschienenen Publikation verteidigte er die Position seines Freundes Jacobi. Aus diesem Grund wurde häufig die abweichende Position Wizenmanns übersehen und gerne mit dem Standpunkt Jacobis gleichgesetzt. Auf eine Kritik Immanuel Kants hin veröffentlichte Wizenmann 1787 im Deutschen Museum eine Erwiderung an Kant, der seinerseits in der Kritik der praktischen Vernunft (1788) sich in einer Fußnote auf diese Abhandlung und ihren Verfasser bezog: „einem sehr feinen und hellen Kopfe, dem sel. Wizenmann, dessen früher Tod zu bedauren ist“.
Im Ganzen intendierte Wizenmann eine biblisch-genetische Geschichtstheologie, mit der er einerseits der Aufklärung entgegentreten, andrerseits aber auch Intentionen der Aufklärung in sein „System“ aufnehmen wollte. Bemerkenswerterweise kam es durch Wizenmann „zu einer direkten Einwirkung des Pietismus auf die Geistes- und Denkgeschichte“ (Martin Brecht). Wizenmanns philosophisches bzw. theologisches Werk blieb freilich unvollendet; selbst seine nachgelassene „Geschichte Jesu, nach Matthäus ...“ bringt seine Konzeption einer heilsgeschichtlichen Theologie nur ansatzweise zum Ausdruck.

## Werke (Auswahl)
- (anonym) Göttliche Entwicklung des Satans durch das Menschengeschlecht. Dessau 1782

- (anonym) Die Resultate der Jacobischen und Mendelssohnschen Philosophie; kritisch untersucht von einem Freywilligen. Leipzig 1786; Neuausgabe mit einem Nachwort von Reiner Wild. Hildesheim 1984 ISBN 3-8067-0901-7

- An den Herrn Professor Kant, von dem Verfasser der Resultate Jacobi'scher und Mendelssohn'scher Philosophie. In: Deutsches Museum 1787, Bd. 1, S. 116–156

- Die Geschichte Jesu nach dem Matthäus als Selbstbeweis ihrer Zuverläßigkeit betrachtet. Leipzig 1789

- Die Geschichte Jesu, nach Matthäus als Selbstbeweis ihrer Zuverlässigkeit betrachtet. Hrsg. „mit einer Einleitung und dem Meisten und Bedeutendsten aus Wizenmanns Nachlasse“ von Carl August Auberlen. Basel 1864

## Nachlass
Johann Friedrich Kleuker erhielt ungedruckte Schriften Wizenmanns, die in vier Bänden in der Universitätsbibliothek Kiel unter der Signatur KB 155 einsehbar sind. Weitere Unterlagen sind im Nachlass des Alexander von der Goltz, der eine zweibändige, materialreiche Biographie Wizenmanns mit vielen Textwiedergaben und Briefauszügen verfasste, im Universitätsarchiv Greifswald erhalten geblieben.
Wizenmann war an einer pietistischen Zirkularkorrespondenz beteiligt, bei der Briefe handschriftlich mit einem festgelegten Reiseweg an die Beteiligten verteilt wurden.